# Cruelty-free

Logo du label Cruelty-Free

La certification cruelty-free (traduit en français par "sans cruauté") est un label pour les produits ou les services qui ne contiennent aucun ingrédient testé sur les animaux. Les produits testés sur les animaux ne sont pas considérés comme sans cruauté, car ces tests sont souvent douloureux et mortels pour les animaux impliqués,.

## Histoire

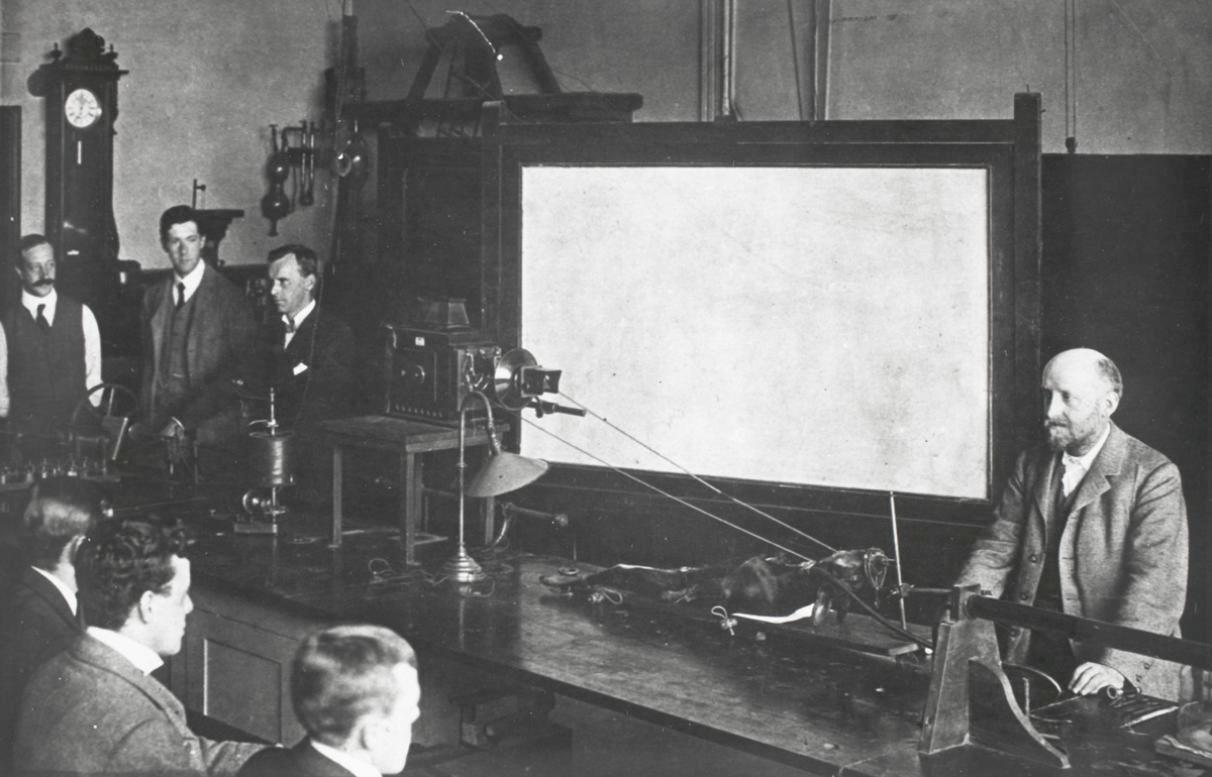
Reconstruction d'une démonstration de 1903 par William Bayliss, un physiologiste de l'University College de Londres, au cours de laquelle des anti-vivisectionnistes ont déclaré qu'un chien avait été vivisecté sans anesthésie.

Le terme cruelty-free a été utilisé pour la première fois de cette façon par Muriel Dowding qui a persuadé les fabricants de fausse fourrure d'utiliser le label Beauty Without Cruelty et a ensuite fondé l'association caritative Beauty Without Cruelty en 1959. Le terme a été popularisé aux États-Unis dans les années 1970 par Marcia Pearson qui a fondé le groupe Fashion With Compassion.

## Campagnes
En 1957, Charles Hume et W. M. S. Russell (en) ont introduit le concept des trois R dans leur livre Principles of Humane Experimental Technique. Ces techniques pour réduire les animaux utilisés dans les tests et leur souffrance comprennent: le remplacement (éliminer complètement un test animal), la réduction (moins d'animaux utilisés dans le test en utilisant une analyse statistique) et le raffinement (rendant les tests moins douloureux).
En 1991, le Centre européen pour la validation des méthodes alternatives (ECVAM) a été créé "pour promouvoir l'acceptation scientifique et réglementaire des méthodes alternatives qui sont importantes pour les biosciences et qui réduisent, affinent ou remplacent l'utilisation d'animaux de laboratoire". Une fois que le comité consultatif scientifique de l'ECVAM a approuvé un test, il doit être utilisé en vertu de la Loi sur la protection des animaux, qui ne permet pas l'utilisation d'animaux lorsqu'il existe une alternative.
En 2012, l'Union britannique pour l'abolition de la vivisection s'est associée à la New England Anti-Vivisection Society et à la Coalition européenne pour mettre fin aux expérimentations animales (ECEAE) afin de créer une organisation internationale pour lutter contre l'expérimentation animale. Le partisan du BUAV, Ricky Gervais  a annoncé la campagne - désormais considérée comme un facteur décisif dans la décision européenne d'interdire les tests sur les animaux pour les produits de cosmétiques. Bien que les entreprises puissent toujours utiliser les tests sur les animaux dans des pays en dehors de l'Europe (comme la Chine, qui exige des tests sur tous les produits cosmétiques importés), le label Leaping Bunny (lapin bondissant en français) s'applique au marché mondial d'une entreprise et ne certifie pas un produit qui utilise des tests sur les animaux où que ce soit dans le monde.

## Les tests sur les animaux
L'irritabilité de produits commerciaux est testée la peau rasée de certains animaux tels que les lapins, les rats, les souris et les cobayes ou encore injectés dans leurs yeux.
Les animaux sont parfois forcés de manger ou d'inhaler des substances. Ensuite, ils sont tués et ouverts pour examiner les effets de l'ingrédient sur les organes internes. Ces tests sont également effectués sur des animaux en gestation. Dans des tests cancérogènes plus prolongés, les rats sont nourris de force avec un ingrédient cosmétique pendant deux ans, surveillés pour le cancer, puis tués.
Les primates, les chiens, comme le Beagle, et les chats sont également utilisés pour l'expérimentation invasive. De nombreux laboratoires utilisent ces espèces pour tester les médicaments, les produits chimiques et les maladies, anciens ou nouveaux.

## Alternatives
À mesure que la technologie se développait, les tests sur les animaux dépassés sont remplacés par des méthodes plus rapides, moins chères et plus précises. Les critiques soulignent que les alternatives humaines peuvent être lentes à mettre en œuvre, coûteuses et ne testent qu'un seul composé à la fois. Les alternatives ont montré des résultats positifs. Par exemple, l'épiderme humain reconstruit - qui utilise la peau humaine donnée par la chirurgie esthétique pour remplacer le test cutané de Draize sur le lapin - est plus pertinent pour les réactions humaines. D'autres méthodes remplacent le test oculaire de Draize en utilisant du tissu humain in vitro,. Les systèmes informatiques permettent d'isoler un tissu ou un organe sélectionné pour effectuer des tests dans un environnement extrêmement contrôlé. Ces tests réduisent non seulement les tests sur les animaux, mais sont plus précis et corrects pour protéger les humains contre les substances toxiques. Le test in silico est  un autre moyen alternatifs, qui permet de tester la toxicité d'un composant en réalisant un algorithme et une multitude de calculs complexes. Une autre option sans cruauté consiste à utiliser des ingrédients qui ont déjà été établis comme sûrs, comme les 20 000 ingrédients de la base de données de l'Union européenne.

## Les produits
Certaines entreprises offrent désormais une gamme de produits sans cruauté tels que les cosmétiques, les produits de soins personnels, les nettoyants ménagers, les vêtements, les chaussures, les préservatifs (qui sont parfois transformés à la caséine) et les bougies (qui utilisent généralement de la paraffine ou de la cire d'abeille). Des organisations telles que PETA, Choose Cruelty Free, Coalition for Consumer Information on Cosmetics, British Union for the Abolition of Vivisection, et son organisation dérivée Cruelty Free International ont publié des listes de produits sans cruauté et de produits cruels à boycotter. Depuis les années 1990, le Leaping Bunny est le seul programme international de certification sans cruauté indépendant.

## Événements
La semaine nationale sans cruauté est un événement organisé chaque année au Royaume-Uni par la BUAV. L'événement de 2006 s'est déroulé du 17 au 23 juillet. D'autres événements similaires: la semaine végétarienne nationale, la semaine britannique des végétaliens et la Journée mondiale du véganisme, qui a lieu chaque année le 1er novembre.

## Critiques
Alors que certains fabricants ont commencé à étiqueter leurs produits comme «non testés sur les animaux», «nous ne procédons pas à des tests sur les animaux », «jamais testés sur les animaux», «contre les tests sur les animaux », «sans cruauté» ou «cruelty-free», ces étiquettes prêtent à confusion et sont potentiellement trompeuses, car il n’existe pas de définition juridique claire de leur signification,.

## Voir également
- Droits des animaux
- Bien-être animal
- Consommation éthique
- Véganisme
- Expérimentation animale